# Hallucinations collectives 2012
Le festival des Hallucinations collectives 2012 est la cinquième édition des Hallucinations collectives.

## Déroulement et faits marquants
La cinquième édition a eu lieu du mercredi 4 au lundi 9 avril 2012,,.
Le festival revient sur sa configuration d'origine, une séance à la fois et les films diffusés une seule fois.
11 avant-premières, un focus sur la Belgique et le cinéma de Richard Stanley viennent compléter une thématique consacrée à Philip K. Dick.
Le Jury de la compétition internationale est composé de : Nicolas Boukhrief, Jean-Pierre Bouyxou, Julien Bodivit et Fausto Fasulo.

### Projections
| Titre                                                           | Réalisateur(s)                                                                                             | Année            | Pays                                  |
| Film d'ouverture                                                | Film d'ouverture                                                                                           | Film d'ouverture | Film d'ouverture                      |
| --------------------------------------------------------------- | --- | ---------------- | ------------------------------------- |
| The legend of Beaver Dam (12 min, en compétition court métrage) | Jerome Sable                                                                                               | 2010             | Canada                                |
| The Raid (Serbuan maut, en compétition long métrage)            | Gareth Evans                                                                                               | 2011             | Indonésie                             |
| Longs métrages en compétition                                   | |                  |                                       |
| Babycall                                                        | Pål Sletaune                                                                                               | 2012             | Norvège                               |
| Scabbard Samourai (Saya-zamurai)                                | Hitoshi Matsumoto                                                                                          | 2011             | Japon                                 |
| Hell                                                            | Tim Fehlbaum                                                                                               | 2011             | Allemagne                             |
| Kill List                                                       | Ben Wheatley                                                                                               | 2011             | Royaume-Uni                           |
| Red State                                                       | Kevin Smith                                                                                                | 2011             | États-Unis                            |
| The Theatre Bizarre                                             | Douglas Buck, Buddy Giovinazzo, David Gregory, Karim Hussain, Jeremy Kasten, Tom Savini et Richard Stanley | 2011             | France- États-Unis                    |
| The Divide                                                      | Xavier Gens                                                                                                | 2011             | France                                |
| Courts métrages hors compétition                                | |                  |                                       |
| Doron (16 min)                                                  | Isamu Hirabayashi                                                                                          | 2006             | Japon                                 |
| Courts métrages en compétition                                  | |                  |                                       |
| Crown (10 min 35 s)                                             | AG Rojas                                                                                                   | 2012             | États-Unis                            |
| Lazarov (5 min 35 s)                                            | Luis Nieto                                                                                                 | 2012             | France                                |
| Hope (10 min)                                                   | Pedro Pires                                                                                                | 2011             | Canada                                |
| A Function (8 min)                                              | Hyunsoo Lee                                                                                                | 2011             | Corée du Sud                          |
| At The Formal (7 min 45 s)                                      | Andrew Kavanagh                                                                                            | 2011             | Australie                             |
| The Astronaut on the Roof (12 min)                              | Sergi Portabella                                                                                           | 2010             | Allemagne- Espagne                    |
| The Origin of Creatures (11 min 45 s)                           | Floris Kaayk                                                                                               | 2010             | Pays-Bas                              |
| L'ombre de Philip K. Dick                                       | |                  |                                       |
| Total Recall                                                    | Paul Verhoeven                                                                                             | 1990             | États-Unis                            |
| La Belgique interdite                                           | |                  |                                       |
| Crazy Love                                                      | Dominique Deruddere                                                                                        | 1987             | Belgique                              |
| Vase de noces                                                   | Thierry Zeno                                                                                               | 1975             | Belgique                              |
| Ultranova                                                       | Bouli Lanners                                                                                              | 2005             | Belgique                              |
| Les Lèvres rouges                                               | Harry Kümel                                                                                                | 1972             | Belgique- France- Allemagne           |
| Hitoshi Matsumoto, génie burlesque                              | |                  |                                       |
| Big Man Japan (Dai-Nipponjin)                                   | Hitoshi Matsumoto                                                                                          | 2007             | Japon                                 |
| Richard Stanley à l'honneur                                     | |                  |                                       |
| Hardware                                                        | Richard Stanley                                                                                            | 1990             | Royaume-Uni                           |
| Le Souffle du démon (Dust Devil)                                | Richard Stanley                                                                                            | 1992             | Royaume-Uni                           |
| Midnight Movie                                                  | |                  |                                       |
| Estomago (14 min 30 s)                                          | Camille Achour et Jean-Thomas Séité                                                                        | 2011             | France                                |
| The Incident                                                    | Alexandre Courtès                                                                                          | 2011             | France                                |
| Nouvelles visions                                               | |                  |                                       |
| Exit (12 min 55 s)                                              | Daniel Zimbler                                                                                             | 2011             | Royaume-Uni- États-Unis               |
| The Oregonian                                                   | Calvin Reeder                                                                                              | 2011             | États-Unis                            |
| Séance jeunesse                                                 | |                  |                                       |
| Le Fil de la vie                                                | Anders Rønnow Klarlund (en)                                                                                | 2004             | Danemark- Suède- Norvège- Royaume-Uni |
| Cabinet de curiosités                                           | |                  |                                       |
| La Belle et la Bête (Panna A netvor)                            | Juraj Herz                                                                                                 | 1979             | Tchécoslovaquie                       |
| Schizophrenia (Angst)                                           | Gerald Kargl (en)                                                                                          | 1983             | Autriche                              |
| The Image                                                       | Radley Metzger                                                                                             | 1975             | États-Unis                            |
| Film de clôture                                                 | |                  |                                       |
| Peter (11 min)                                                  | Nicolas Duval                                                                                              | 2011             | France                                |
| Detention                                                       | Joseph Kahn                                                                                                | 2011             | États-Unis                            |

### Prix
- Grand prix du jury longs métrages : Kill List de Ben Wheatley[6] ;
- Grand prix du jury courts métrages : A Function de Hyunsoo Lee.